# Onze-Lieve-Vrouw ten Pijnbomen

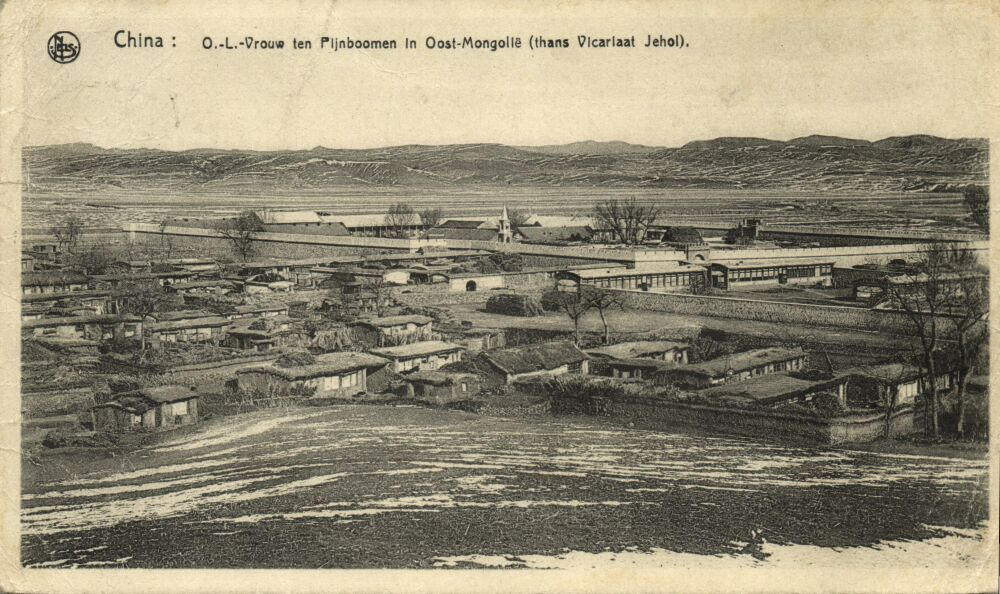
Onze-Lieve-Vrouw ten Pijnbomen rond 1900

Onze-Lieve-Vrouw ten (ter) Pijnbomen, kortweg De (Ter) Pijnbomen en ookwel Pins genoemd, was een christelijke missiepost in het Chinese bergdorpje Shung shu tsui tsû (thans: 士毅村; Shiyicun). Dit dorpje maakt sinds 1955 deel uit van stadsprefectuur Chaoyang in de provincie Liaoning en de autonome regio Binnen-Mongolië, China.
De Pijnbomen werd sinds de zestiende eeuw bestierd door Lazaristen en vanaf 1883 door de Scheutisten. Het was hun belangrijkste post in het toenmalige Jehol, een apostolisch vicariaat in Oost-Mongolië. De bisschoppelijke residentie maakte deel uit van een netwerk van missieposten in het verre oosten, gebouwd en bemand door de rooms-katholieke missie in China. Het werd in 1947 vrijwel geheel vernield; anno 2021 bestond hiervan alleen nog het zusterklooster.

## Beschrijving

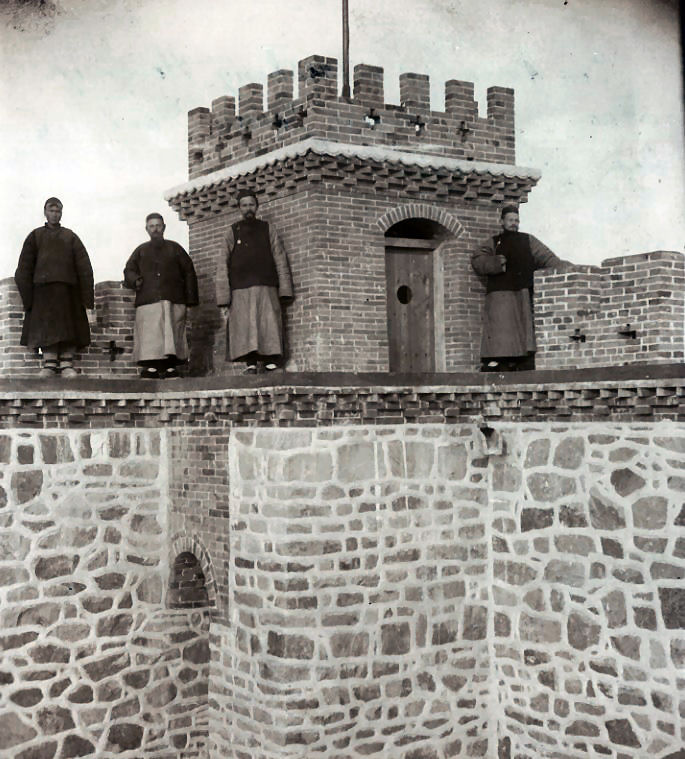
Fort Onze-Lieve-Vrouw ten Pijnbomen

De bisschoppelijke residentie besloeg een oppervlakte van ruim drie hectare, bewoond door gemiddeld 100 tot 150 mensen, inclusief zo'n twintig paters. Het was opgezet als een goed verdedigbare fort. Het combineerde functionele architectuur met defensieve maatregelen. Het diende zowel als religieus centrum en als bescherming tegen eventuele vijandige invallen.

### Verdediging
De missiepost werd omringd door een stevige vestingmuur, opgebouwd uit rotsstenen. Deze muur had met een totale lengte van 714 meter, een hoogte van vijf meter en een dikte van 1,35 meter, een inhoud van rond de 5000 kubieke meter. De stenen waren handmatig met karretjes uit de omgeving aangevoerd. Het was voorzien van vier gekanteelde torens op de hoeken, die in tijden van nood een effectieve verdediging mogelijk maakten. Voor extra bescherming waren de torens uitgerust met repeteergeweren. Bij dreiging van vijandelijke invallen werden behalve de reguliere verdediging (bewapening van de mensen, aanleg van schietgaten) kachelpijpen in de schietgaten geplaatst (van buitenaf leken deze op kanonnen) en werden banieren opgesteld, zodat de residentie er van buitenaf beter verdedigd uitzag dan het was.

### Bouwwerken

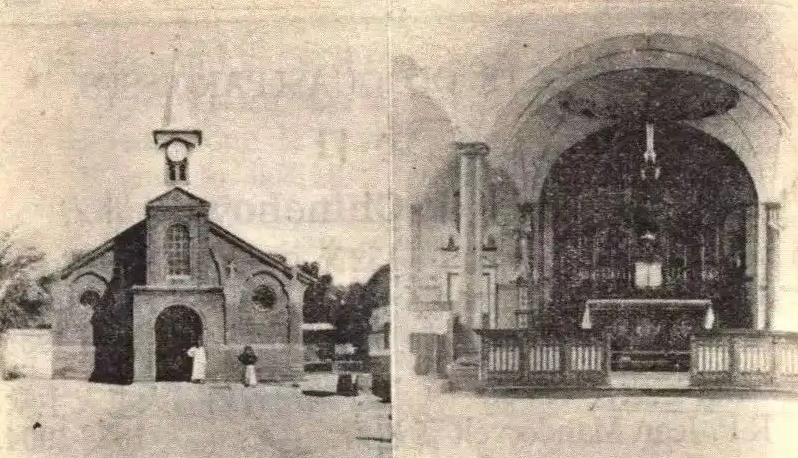
Het kerkje

Het terrein bevatte een parochiekerk, die tevens als kathedraal dienst deed; en een klooster van de Heilige Kindsheid met kapel. Het kloostergebouw leek qua stijl op een Nederlands klooster, en was het enige gebouw met een verdieping. Voorts was er een college en seminarie met grote kapel; de ambtswoning van de bisschop, ook met kapel. Deze kapel stond op een verhoging met een Mariabeeld, gemodelleerd naar een voorstelling van O.L. Vrouw Onbevlekt Ontvangen. Er was een weeshuis ('Kindsheid'), waar in 1935 nog een grote school bijkwam. Voorts waren er het procuur (‘kantoor’); woningen van de missionarissen, woningen van de bedienden, keukens, stallen, en washuizen.
De gebouwen waren eenvoudig van opzet. De huizen waren gelijkvloers en bestonden uit kamers met muren van gebakken stenen. De daken waren bedekt met riet of sorghumstro, verstevigd met leem. Hoewel een deel van de ramen van glas was, waren er nog veel ramen bedekt met oliepapier, dat kwetsbaar was voor invloeden van buitenaf. De leefomstandigheden waren spartaans. De kamers, waaronder een kleine eetkamer en slaapvertrekken, waren eenvoudig ingericht. Het meubilair was minimaal en de verwarming werd verzorgd door traditionele bed-ovens (kang). Het complex kampte met veel stof dat door kieren in deuren en ramen binnendrong. De vloer, gemaakt van zwakke brikken, droeg hieraan bij.

### Open ruimte
De open ruimte van de residentie was verdeeld in speelplaatsen van de studenten, moestuinen, met wijnstokken beplante tussenplaatsen, ingang, en een hof voor de paarden.

## Bekende bewoners
- Théophile Verbist (1823-1868), ordestichter
- Theodoor Rutjes (1844-1896), missiebisschop
- Conrad Abels (1856-1942), missiebisschop
- Willem Meijer (1838-1909)[5]
- Louis Van Dyck (1862-1937)[6]
- Hubert Kallen (1871-1902)
- Theophiel Redant (1860-1891)
- Henri Raymakers (1860-1928), provinciaal